# Pietro Pomponazzi
Pietro Pomponazzi (ur. 16 września 1462 w Mantui, zm. 18 maja 1525 w Bolonii) – włoski filozof renesansowy, doktor medycyny.

## Życiorys
Wykładał na uniwersytetach w Padwie, Bolonii i Ferrarze.  Jego wykładów słuchał Mikołaj Kopernik. Jest autorem dzieła De immortalitate animi (O nieśmiertelności duszy, 1516). 

## Poglądy
Przedstawiciel arystotelizmu renesansowego (szkoły aleksandrystów). Pod osłoną teorii dwóch prawd głosił koncepcje materialistyczno-ateistyczne. Pomponazzi nie był humanistą, był reprezentantem „szkolnej”, uniwersyteckiej tradycji (uniwersytetów w Padwie i Bolonii), który doświadczył oddziaływania nowej humanistycznej kultury. Najznakomitszym kontynuatorem Pomponazziego był Jakub Zabarella.